# Надарбазеви (Горийский муниципалитет)
Надарбазеви (груз. ნადარბაზევი) — село в Грузии, на территории Горийского муниципалитета края (мхаре) Шида-Картли.

## География
Село находится в центральной части Грузии, в пределах Тирифонской равнины, на расстоянии приблизительно 13 километров (по прямой) к северо-востоку от города Гори, административного центра муниципалитета. Абсолютная высота — 858 метров над уровнем моря.

## Население
По результатам официальной переписи населения 2014 года в Надарбазеви проживало 203 человека (111 мужчин и 92 женщины). В национальной структуре населения грузины составляли 99 %.
| Год  | Население, человек |
| ---- | ------------------ |
| 2002 | 269                |
| 2014 | ↘ 203              |